# Fareynikte Partizaner Organizatsye
Pour les articles homonymes, voir FPO.

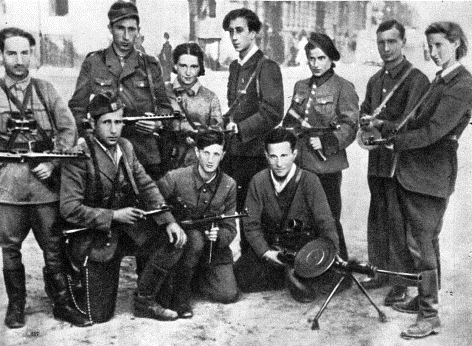
Abba Kovner (debout, au centre) et des partisans juifs de la FPO à Vilnius: Rozka Korczak (debout, troisième à gauche), Vitka Kempner, à l'extrême droite.

La Fareynikte Partizaner Organizatsye ou FPO (yiddish : פֿאַראײניקטע פּאַרטיזאַנער אָרגאַניזאַציע), ou « Organisation unifiée des partisans », est un groupe de résistants juifs du ghetto de Vilnius qui prirent les armes contre les nazis pendant la Seconde Guerre mondiale. Cette organisation clandestine rassemblait aussi bien des sionistes que des bundistes, des conservateurs, des socialistes et des communistes. Ses chefs étaient l'écrivain Abba Kovner, Yitzhak Wittenberg et Josef Glazman (en).

## Histoire

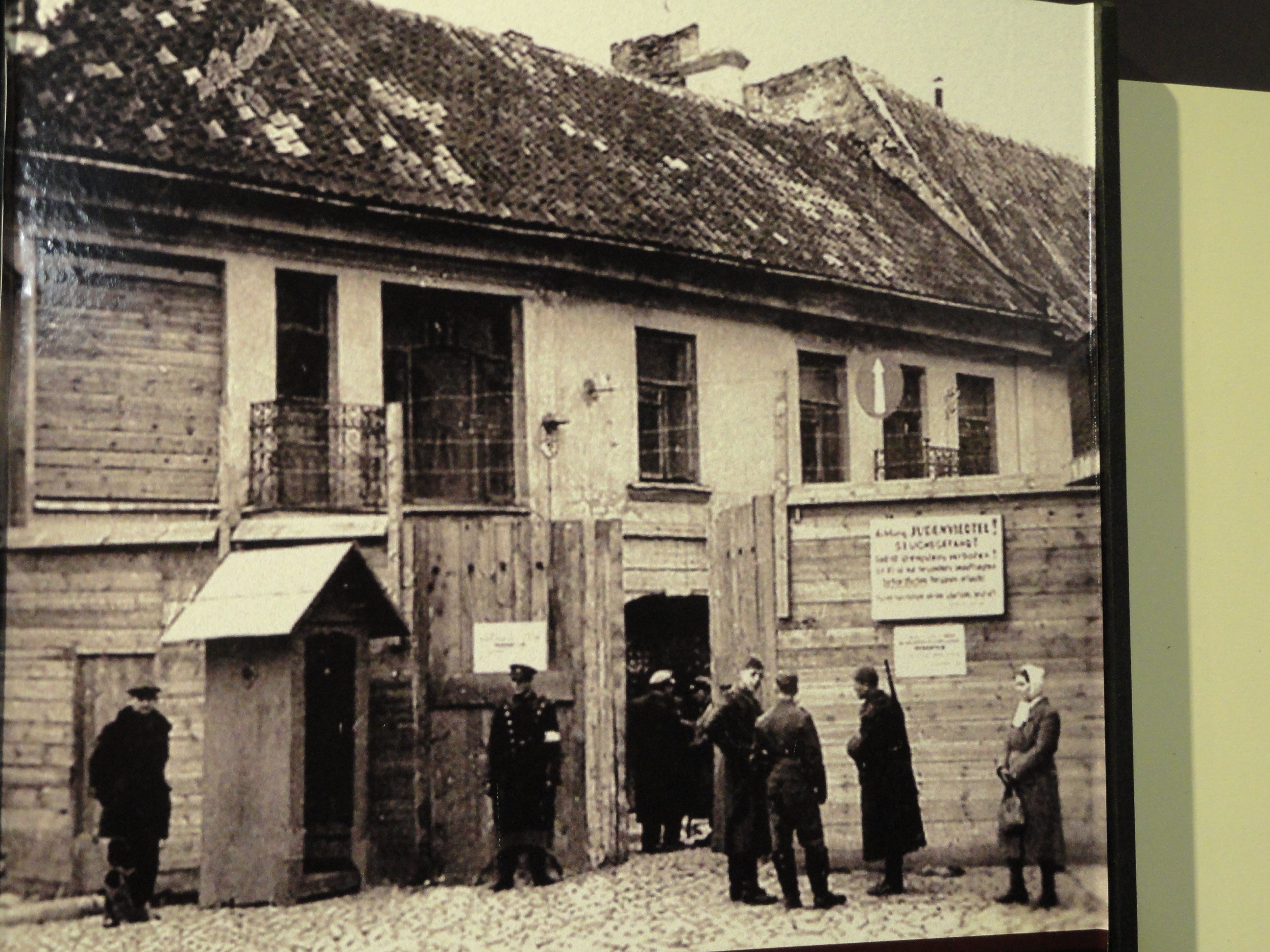
L'entrée du ghetto de Vilnius.

Créée le 21 janvier 1942 dans le ghetto de Vilnius, la Fareynikte Partizaner Organizatsye est la première organisation de la Résistance juive dans les ghettos de l'Europe sous domination nazie. Elle sera suivie en août 1942 par celle du ghetto de Lakhva.
Comme l'indique leur devise, les membres de la FPO refusent de « se laisser conduire par les nazis comme des moutons à l'abattoir ». Leur principale activité consiste à mener des actions de sabotage contre les installations industrielles et militaires des nazis. Abba Kovner dirige le mouvement avec 17 militants du groupe sioniste Hachomer Hatzaïr. Tous sont réfugiés dans un petit couvent de religieuses dominicaines polonaises dans les environs de Vilnius, sous la protection de la mère supérieure, Sœur Bertranda, qui leur permet d'imprimer leur manifeste le 21 janvier 1942, leur fournit des armes et sera plus tard reconnue Juste parmi les nations.
C'est dans le ghetto de Vilnius que Hirsch Glick, qui se bat contre les nazis au côté de la FPO, compose en yiddish le chant des partisans juifs, le Zog Nit Keynmol.
Après la liquidation du ghetto en 1943, une partie des membres de la FPO parvient à rejoindre les partisans soviétiques puis participe à la libération de la ville le 13 juillet 1944.
La dernière membre du groupe encore en vie, Fania Brantsovsky, meurt à Vilnius en 2024 à l'âge de 102 ans.